# Вечтомов, Иван Дмитриевич
Ива́н Дми́триевич Вечто́мов (1 января 1919, Усть-Сарапулка, Вятская губерния — 3 октября 1944, Румыния) — участник Великой Отечественной войны, Герой Советского Союза.

## Биография
Родился в деревне Усть-Сарапулка (ныне — Сарапульского района Удмуртской республики) в крестьянской семье. Окончил Сарапульский лесомеханический техникум. Член ВЛКСМ с 1938 года. 7 марта 1940 года призван в армию, окончил в 1941 году Сухумское пехотное училище, служил на Кавказе.
В действующей армии с 1944 года. Командовал стрелковой ротой 1131-го стрелкового полка 337-й стрелковой дивизии 2-го Украинского фронта. Отличился в боях на румынской границе: 2 августа с незначительными потерями захватил село Круча, уничтожив 80 и взяв в плен 56 солдат противника.
В бою за населённый пункт Бузэу его подразделение сдерживало вражеское наступление в течение 14 часов. Вечтомов лично уничтожил гранатой крупнокалиберный пулемёт. 27 сентября в районе города Орадя отразил три вражеских контратаки. 2 октября в районе села Кордеу в бою противотанковой гранатой уничтожил вражеский бронетранспортёр.
Погиб в бою 3 октября 1944 года. Первоначально был похоронен в селе Апатеу. Позднее был перезахоронен на кладбище Руликовски в городе Орадя.

## Награды
- Медаль «Золотая Звезда» (указ от 24 марта 1945 года, посмертно);
- Орден Ленина.

## Память
В городе Сарапуле его именем названа улица. На здании Сарапульского механического техникума установлена мемориальная доска.